# Nagymagasfalu
Nagymagasfalu (szlovákul Vysoká pri Morave, korábban Hochštetno, németül Hochstetten) község Szlovákiában, a Pozsonyi kerületben, a Malackai járásban.

## Fekvése

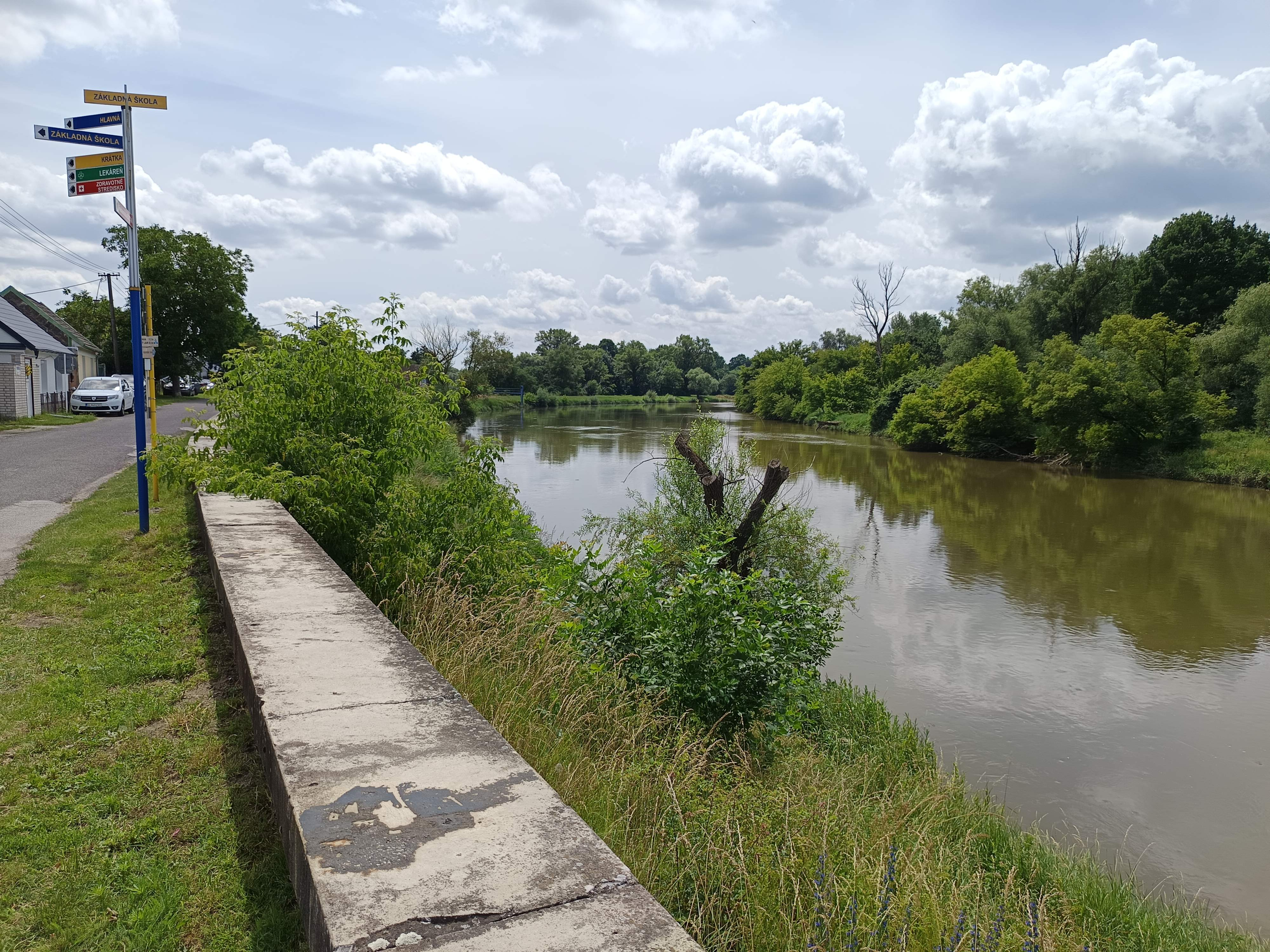
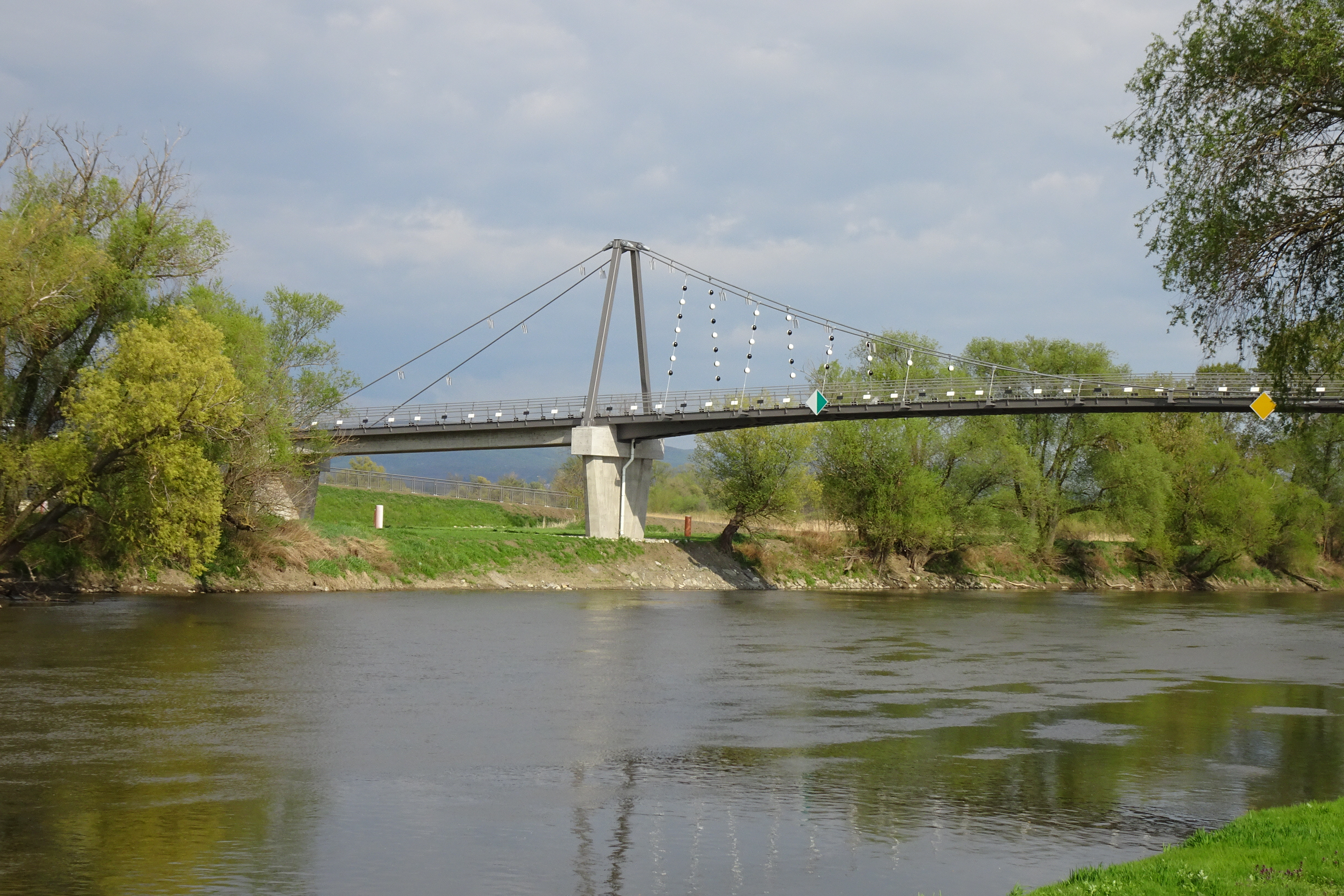

Pozsonytól 26 km-re északnyugatra, a Morva bal partján, 145 m magasan fekszik.

## Története
Területén már a történelem előtti időkben is laktak emberek. A 6. és 7. századból korai szláv hamvasztásos sírok kerültek itt elő.
A falu első írásos említése 1271-ből származik, a Szentgörgyi grófok borostyánkői és stomfai uradalmának része volt. A 16. században délről, a török elől menekülő horvát telepesek érkeztek a községbe. A morva partján, a folyami átkelőnél vámot is szedtek. Lakói mezőgazdasággal, halászattal foglalkoztak. A halászok céhét 1697-ben alapították. A községben szeszfőzde és gőzmalom is működött. Lakói közül sokan átjártak a szomszédos Alsó-Ausztriába napszámos munkákra.
Vályi András szerint "Hocstetten. Elegyes tót falu Posony Várm. földes Ura G. Pálfy Uraság, lakosai katolikusok, fekszik Morava partyán, a’ Borostyánkői Uradalomban, határja jó termékenységű, melly két nyomásra lévén osztva, terem buzát, rozsot, árpát, szőleje nints, eladásra jó módgya van Posonyban."
Fényes Elek szerint "Hochstetno, (Hochstetten), tót falu, Pozsony vmegyében, a Morva mellett, ut. p. Stomfához 2 órányira: 1590 kath., 15 zsidó lak., kath. paroch. templommal. Róna homokos határa jól miveltetik; rétjei kétszer kaszálhatók; erdeje derék; a földesuraságnak nagy majorsága van itt. F. u. gr. Pálffy Leopold, de bir benne még egynehány curialista is."
A trianoni békeszerződésig Pozsony vármegye Pozsonyi járásához tartozott.

## Népessége
| Év:            | 1994. | 2004.   | 2014.    | 2024.   |
| -------------- | ----- | ------- | -------- | ------- |
| Emberek száma: | 1790  | 1919    | 2211     | 2221    |
| Eltérés:       |       | +7,20 % | +15,21 % | +0,45 % |

| Év:            | 2023. | 2024.   |
| -------------- | ----- | ------- |
| Emberek száma: | 2224  | 2221    |
| Eltérés:       |       | -0,13 % |

1910-ben 2472, túlnyomóan szlovák anyanyelvű lakosa volt.
2011-ben 2155 lakosából 2034 szlovák volt.
2021-ben 2273 lakosából 2043 (+6) szlovák, 5 (+1) magyar, 5 (+18) cigány, 23 (+7) egyéb és 197 ismeretlen nemzetiségű volt.

## Nevezetességei

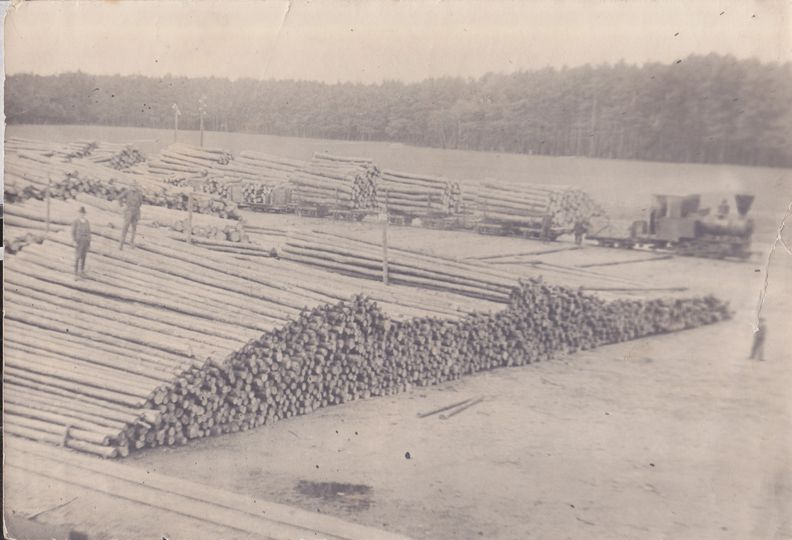
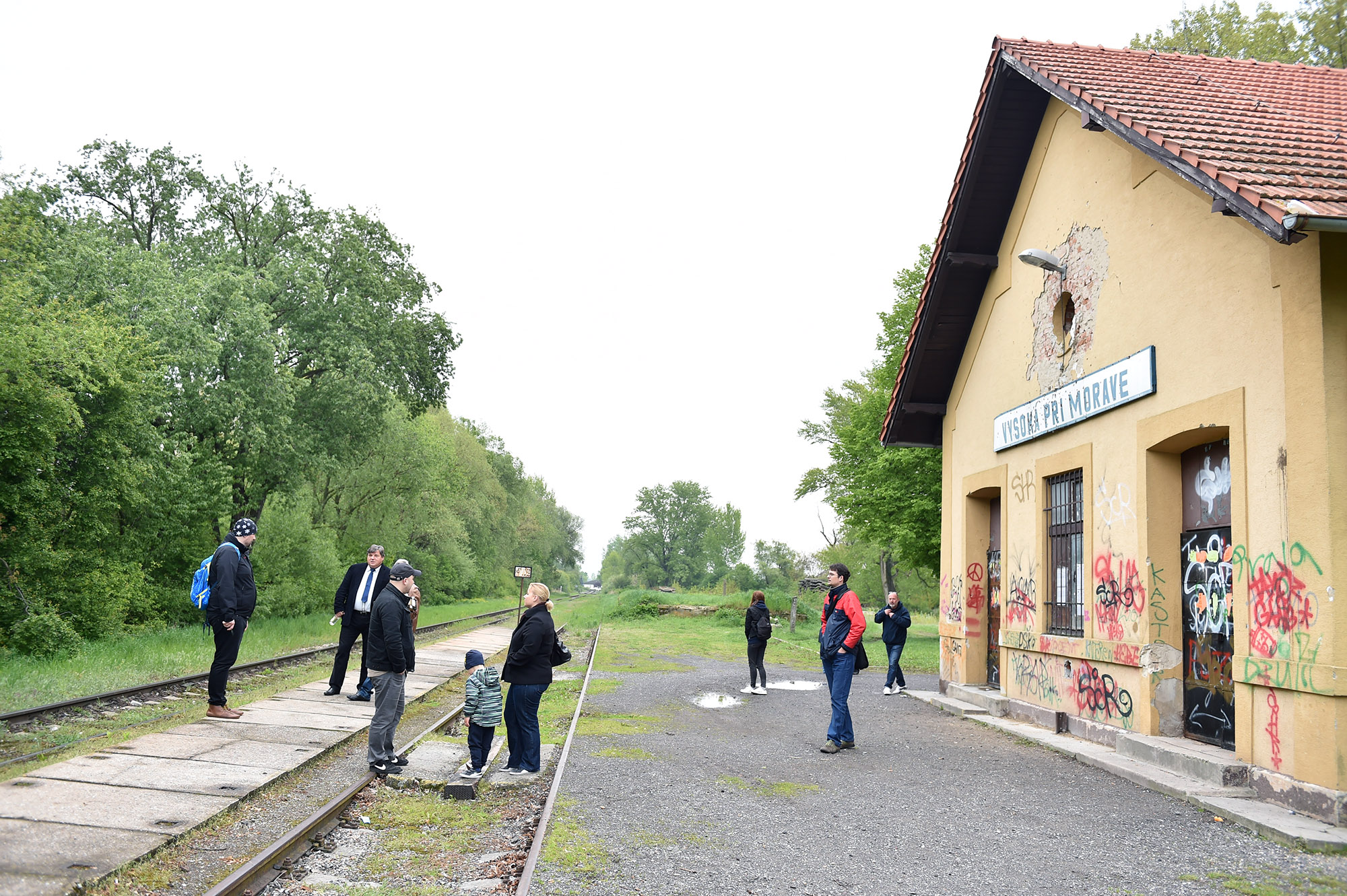
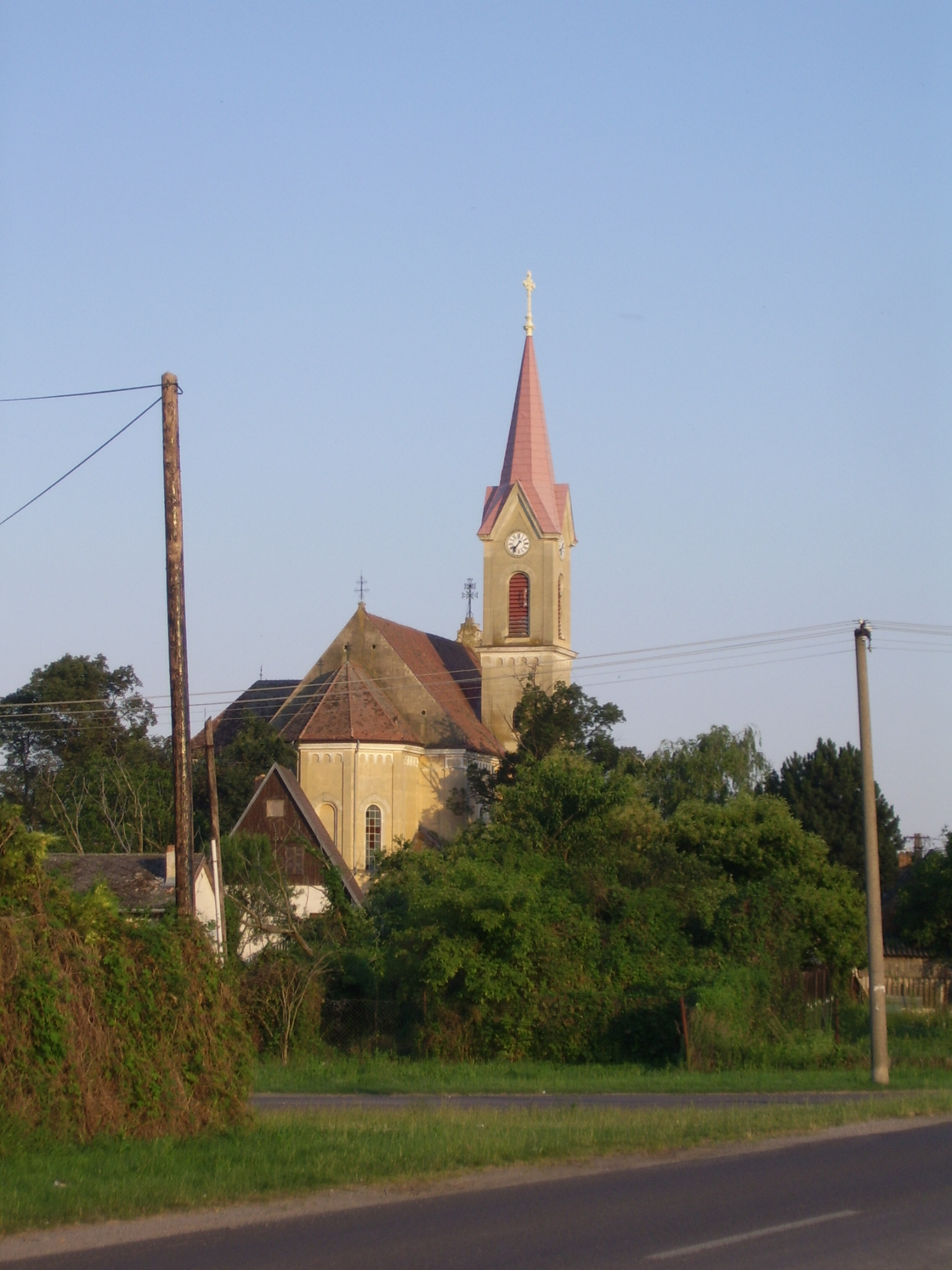
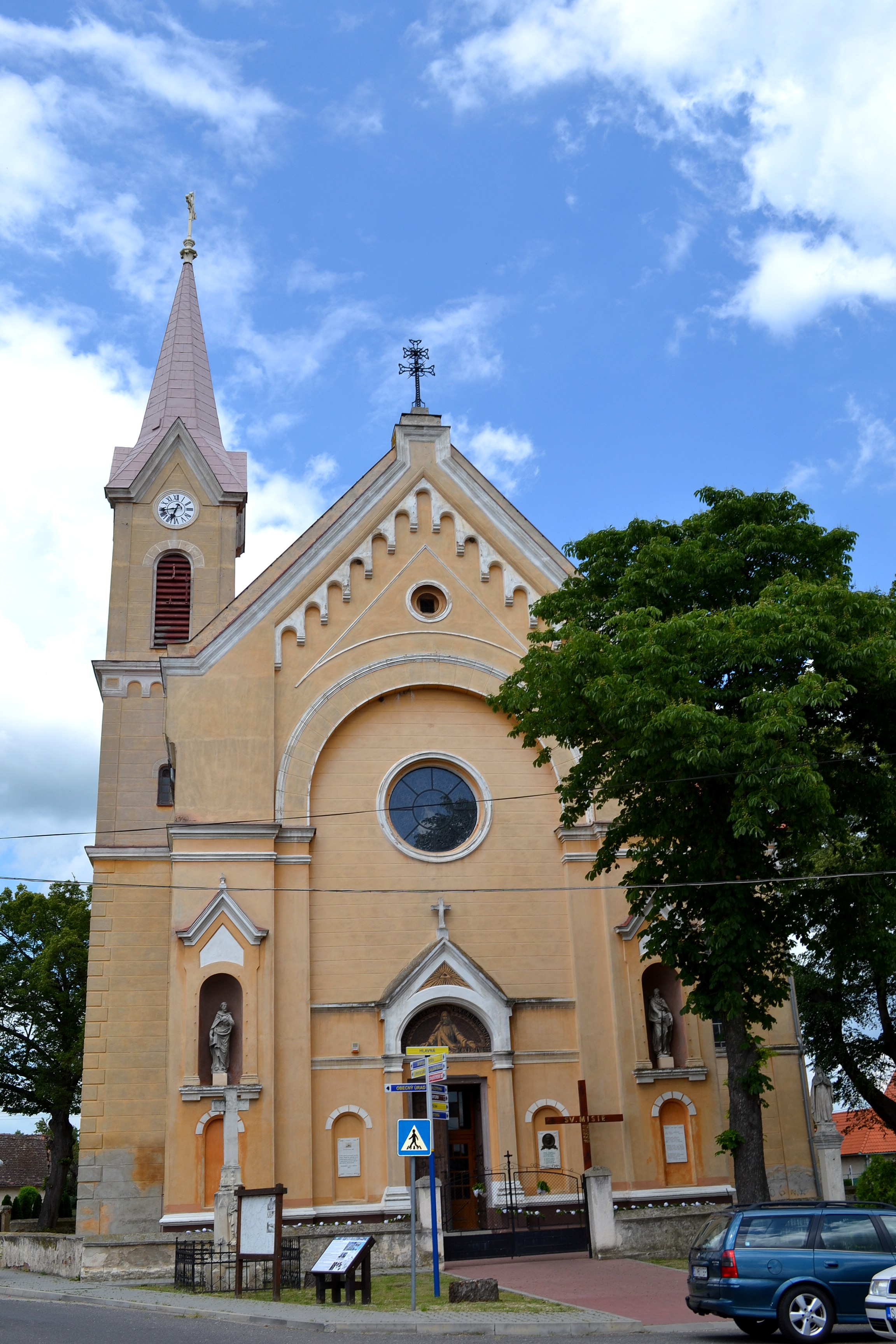
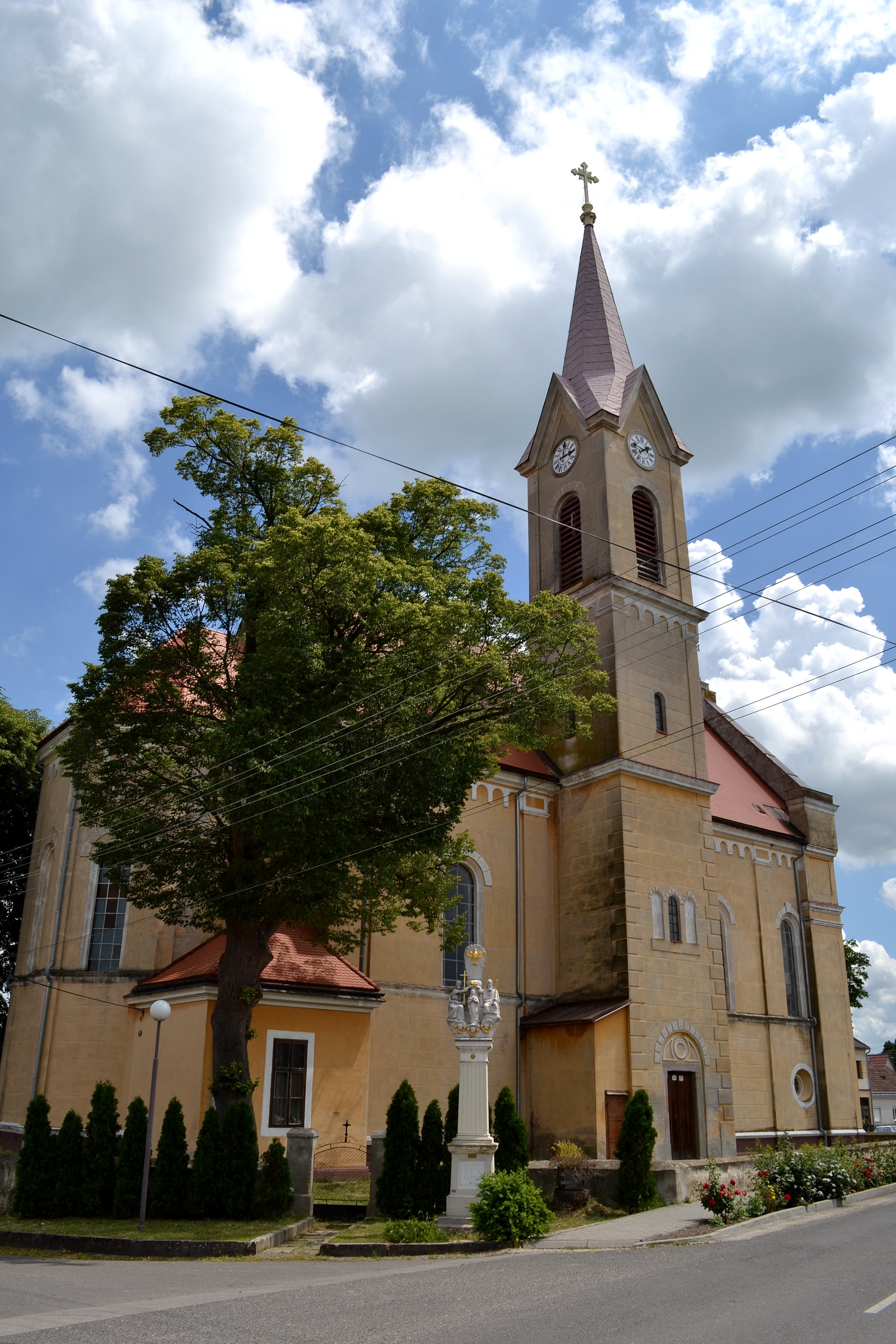
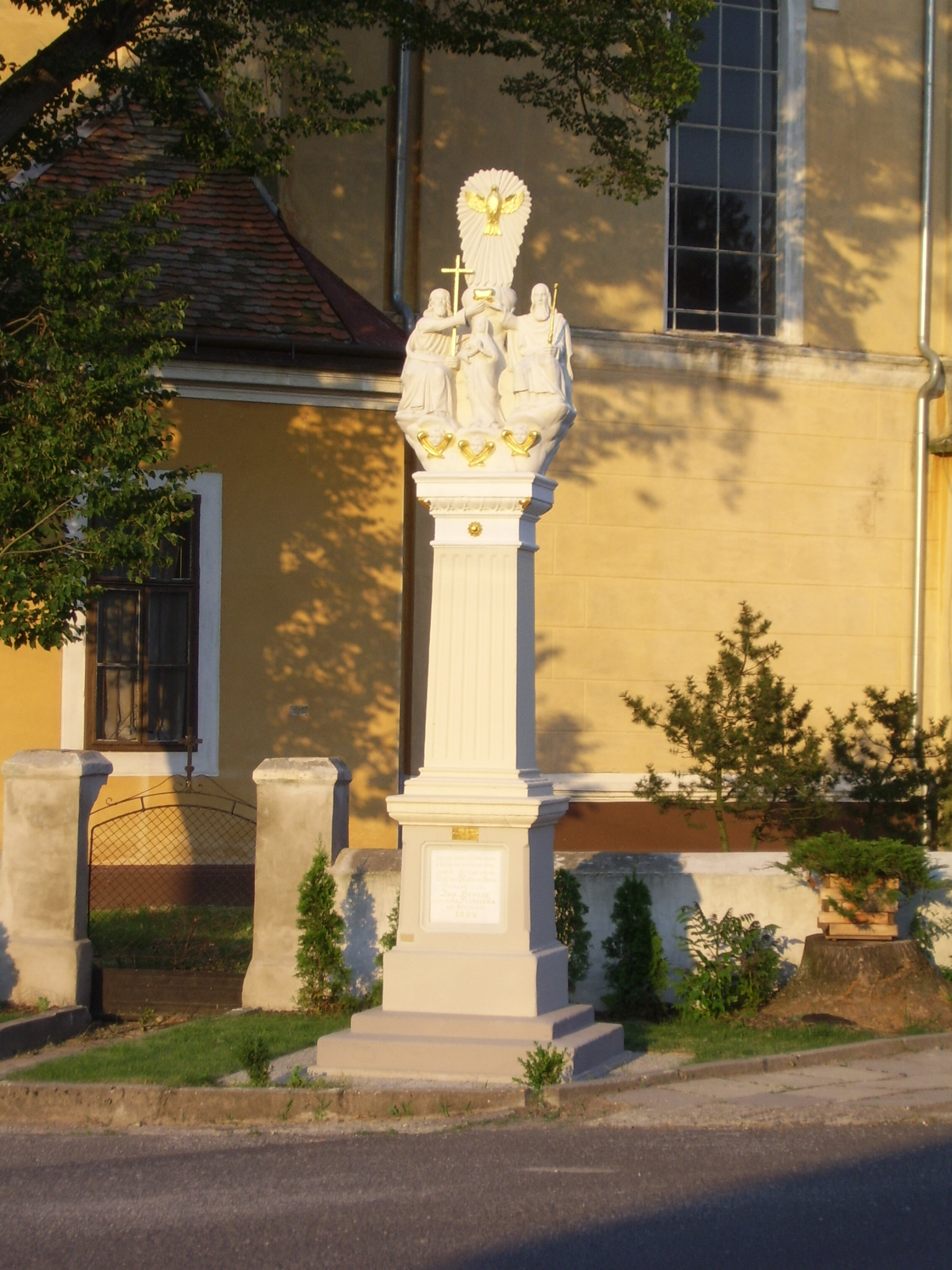
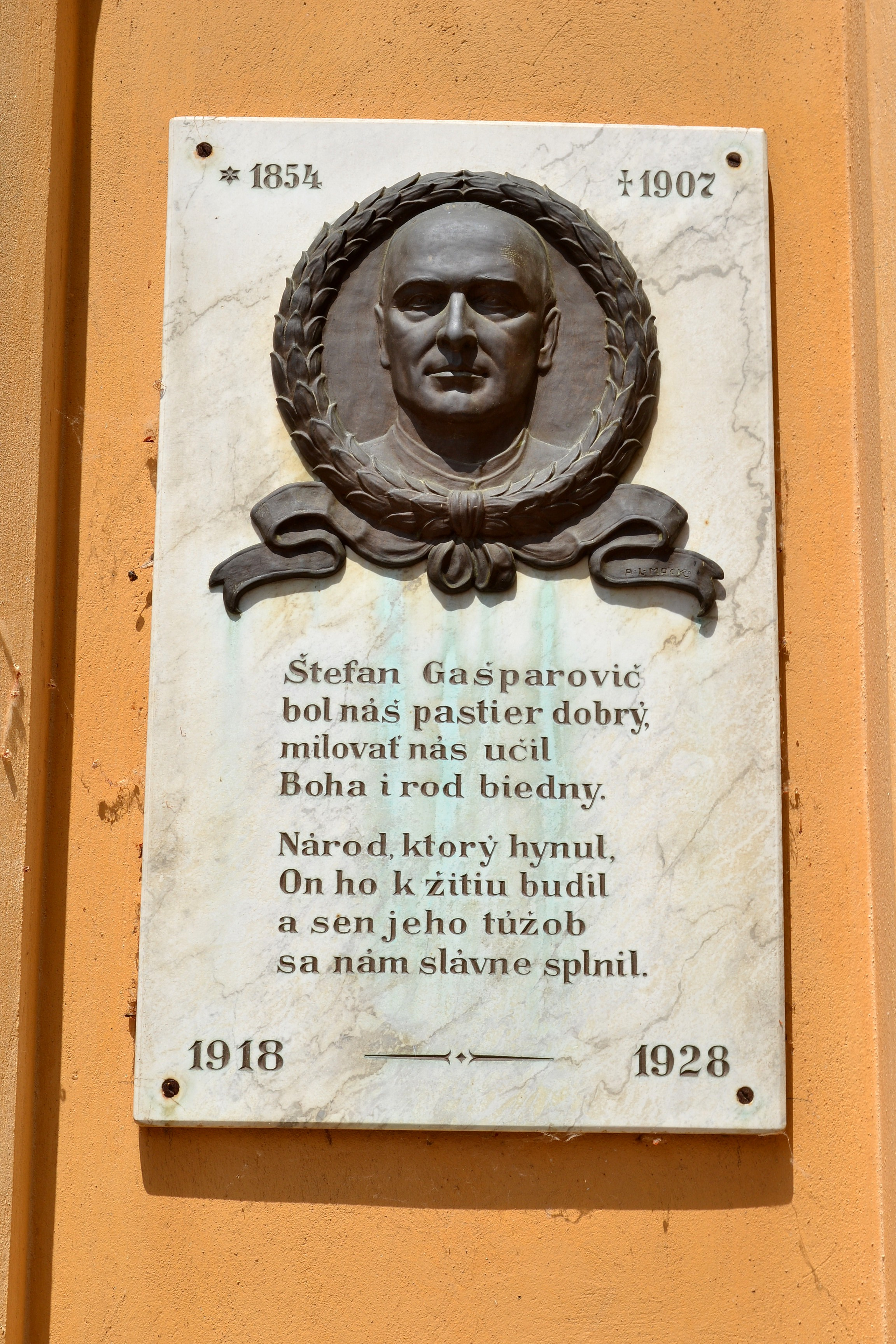

- Szent András apostol tiszteletére szentelt barokk római katolikus templomát 1660-ban építették, 1892-ben bővítették.
- Szent Rókus, Szent Vendel és Nepomuki Szent János kápolnáját a 19. században építették.
- Az 1832-ben emelt szakrális kisemlék valószínűleg az egy évvel korábbi kolerajárvány emlékére készült.[6]

## Neves személyek
- Itt született 1881. június 18-án Halmay Zoltán úszó, olimpiai bajnok.

## Külső hivatkozások
- Hivatalos oldal
- Községinfó
- Nagymagasfalu Szlovákia térképén
- Travelatlas.sk
- A község a Malackai kistérség honlapján
- Az alapiskola honlapja
- E-obce.sk Archiválva 2007. szeptember 11-i dátummal a Wayback Machine-ben